# Barton Green
Barton Green – wieś w Anglii, w hrabstwie Staffordshire. Leży 27 km na wschód od miasta Stafford i 177 km na północny zachód od Londynu.